# バニーX・O
バニーＸ・Ｏは、1992年にオリンピアが開発・販売したパチスロ機である。3-1号機、Aタイプ。

## 概要
『バニーガール』、『スーパーバニーガール』に続くバニーシリーズの第三弾としてリリースされたものの、3号機規定による規制のため前二作まで搭載されていた小役集中は搭載できずノーマルＡタイプとしてのリリースとなった。絵柄配列とリール制御の関係上、バニーシリーズの特徴でもあったズレ目がリーチ目として設定されておらず、唯一のリーチ目として単チェリーだけが継承されるのみとなった。
そして、本機のシステムもさることながら当時のパチスロ界は裏モノ一斉摘発、検定の厳格化、1メーカー2機種制限（現在は撤廃）など、メーカー側にとっては不利な状況でもあり本機は一部のホールで導入された程度でヒットには至らなかった。
本機の開発メーカーであるオリンピアは3号機規定における2機種制限の中もう1機種リリースできたのだが、結局3号機として販売されたのは本機のみとなった。これについては、「そもそも、3号機規定の中で売れる物は作れないと本機の時点で半ばわかっていた」という旨のコメントをパチスロ攻略マガジン連載の開発者インタビュー（『History of オリンピア株式会社』）にて残している。
後に、前2作及び本機の後継機である『ファイナルバニー』はプレイステーション用ソフト「パチスロ帝王 〜バニーガールSP〜」に移植されたが本機は移植されなかった。

## ボーナス確率
| 設定 | BIG   | REG   |
| ---- | ----- | ----- |
| 1    | 1/323 | 1/270 |
| 2    | 1/303 | 1/256 |
| 3    | 1/294 | 1/244 |
| 4    | 1/263 | 1/233 |
| 5    | 1/244 | 1/222 |
| 6    | 1/238 | 1/208 |